# 宮崎自動車道
宮崎自動車道（日语：／ Miyazaki jidōshadō */?）是自宮崎縣蝦野市蝦野系統交流道與九州自動車道分歧，至同縣宮崎市，總長80.7 公里的高速公路（高速自動車國道）。略稱為宮崎道（日语：／ Miyazakidō */?）。法定路線名為九州縱貫自動車道宮崎線，但是門司交流道  - 蝦野系統交流道為與鹿兒島線的重複路段，蝦野系統交流道以東才為宮崎線的單獨區間。在蝦野系統交流道往鹿兒島方向通車之前，蝦野交流道 - 蝦野系統交流道被視為宮崎自動車道的一部份。
高速公路路線編號與東九州自動車道（北九州系統交流道 - 清武系統交流道間）被共同編為E10 。

## 交流道
- 全線位於宮崎縣內。
- 交流道（IC）編號欄的背景色為■顯示該部分道路已經啟用。設施名欄的背景色為■顯示該部分設施尚未啟用、休止或廢除。未開通路段的名稱為臨時名稱。
- 智能交流道（SIC）以背景色■顯示。
- 巴士站（BS），○/●為使用中，◆為停用中設施。無標示者為未設置巴士站。
- JCT為公路分岔點（日语：ジャンクション (道路)）的簡寫，IC為交流道的簡寫，SA為服務區的簡寫，PA為停車區（日语：パーキングエリア）的簡寫，TB為公路收費站的簡寫。

| 21                                     | 蝦野JCT      |  |   | E3 九州自動車道                                       | 0.0  |   |                               | 蝦野市          |
| -                                      | 飯野BS       |  |   |                                                       | 7.6  | ○ |                               | 蝦野市          |
| 1                                      | 小林IC       |  |   | 宮崎縣道·鹿兒島縣道1號小林蝦野高原牧園線              | 15.9 | ○ |                               | 小林市          |
| -                                      | 霧島SA       |  |   |                                                       | 18.7 |   |                               | 小林市          |
| 2                                      | 高原IC       |  |   | 國道221號                                             | 26.5 | ○ |                               | 西諸縣郡 高原町 |
| -                                      | 日向高崎PA   |  |   |                                                       | 30.1 |   |                               | 都城市          |
| -                                      | 高崎東BS     |  |   |                                                       | 38.0 | ○ |                               | 都城市          |
| -                                      | 都城北BS     |  |   |                                                       | 45.8 | ○ |                               | 都城市          |
| 3                                      | 都城IC       |  |   | 國道10號 都城志布志道路（興建中）                     | 46.9 |   |                               | 都城市          |
| -                                      | 高城BS       |  |   |                                                       | 50.5 | ○ |                               | 都城市          |
| 3-1                                    | 山之口SA/SIC |  |   | 都城市道 山之口SA南通線、北通線 國道269號（途經市道） | 51.9 |   | 併設SIC                       | 都城市          |
| -                                      | 天神隧道     |  | / |                                                       |      |   | 上行 1,670公尺 下行 1,648公尺 | 宮崎市          |
| 4                                      | 田野IC       |  |   | 宮崎縣道28號日南高岡線                                | 68.0 |   |                               | 宮崎市          |
| -                                      | 田野東BS     |  |   |                                                       | 70.1 | ○ |                               | 宮崎市          |
| 4-1                                    | 清武JCT      |  |   | E10 / E78 東九州自動車道                              | 74.3 |   |                               | 宮崎市          |
| -                                      | 清武BS       |  |   |                                                       | 78.0 | ○ |                               | 宮崎市          |
| -                                      | 清武PA       |  |   |                                                       | 78.7 |   | 只限上行線                    | 宮崎市          |
| -                                      | 宮崎TB       |  |   | 公路收費站                                            | 79.0 |   |                               | 宮崎市          |
| -                                      | 清武PA       |  |   |                                                       | 79.2 |   | 只限下行線                    | 宮崎市          |
| 5                                      | 宮崎IC       |  |   | 國道220號（宮崎南繞道）                               | 80.7 |   |                               | 宮崎市          |
| E98 一葉道路南線（宮崎東環狀道路）接續 |              |  |   |                                                       |      |   |                               |                 |

## 歷史
- 1976年（昭和51年）3月4日 : 蝦野系統交流道 - 高原交流道通車。
- 1981年（昭和56年）
  - 3月17日 : 高原交流道 - 都城交流道通車。
  - 10月29日 : 都城交流道 - 宮崎交流道通車，同時全線通車。
- 2000年（平成12年）3月25日 : 清武系統交流道通車，與東九州自動車道連接。
- 2005年（平成17年）10月1日 : 日本道路公團民營化，由西日本高速公路株式會社繼承。
- 2011年（平成23年）
  - 1月26日〜 : 因應霧島山新燃岳噴發，高原交流道 - 田野交流道間（最大時小林交流道 - 田野交流道間）禁止通行。
  - 2月9日 : 全線被指定為高速公路免費化社會實驗的對象區間。
- 2013年（平成25年）6月11日 : 國土交通省發下山之口服務區智慧型交流道的追加設置許可[3]。
- 2016年（平成28年）9月24日 : 山之口服務區内的山之口智慧型交流道啟用[4]。

## 地理

### 通過自治體
- 宮崎縣
蝦野市 - 小林市 - 西諸縣郡高原町 - 都城市 - 西諸縣郡高原町 - 都城市 - 宮崎市

### 連接高速公路
- E3 九州自動車道（於蝦野系統交流道連接）
- E10 E78 東九州自動車道（於清武系統交流道連接）

## 相片集

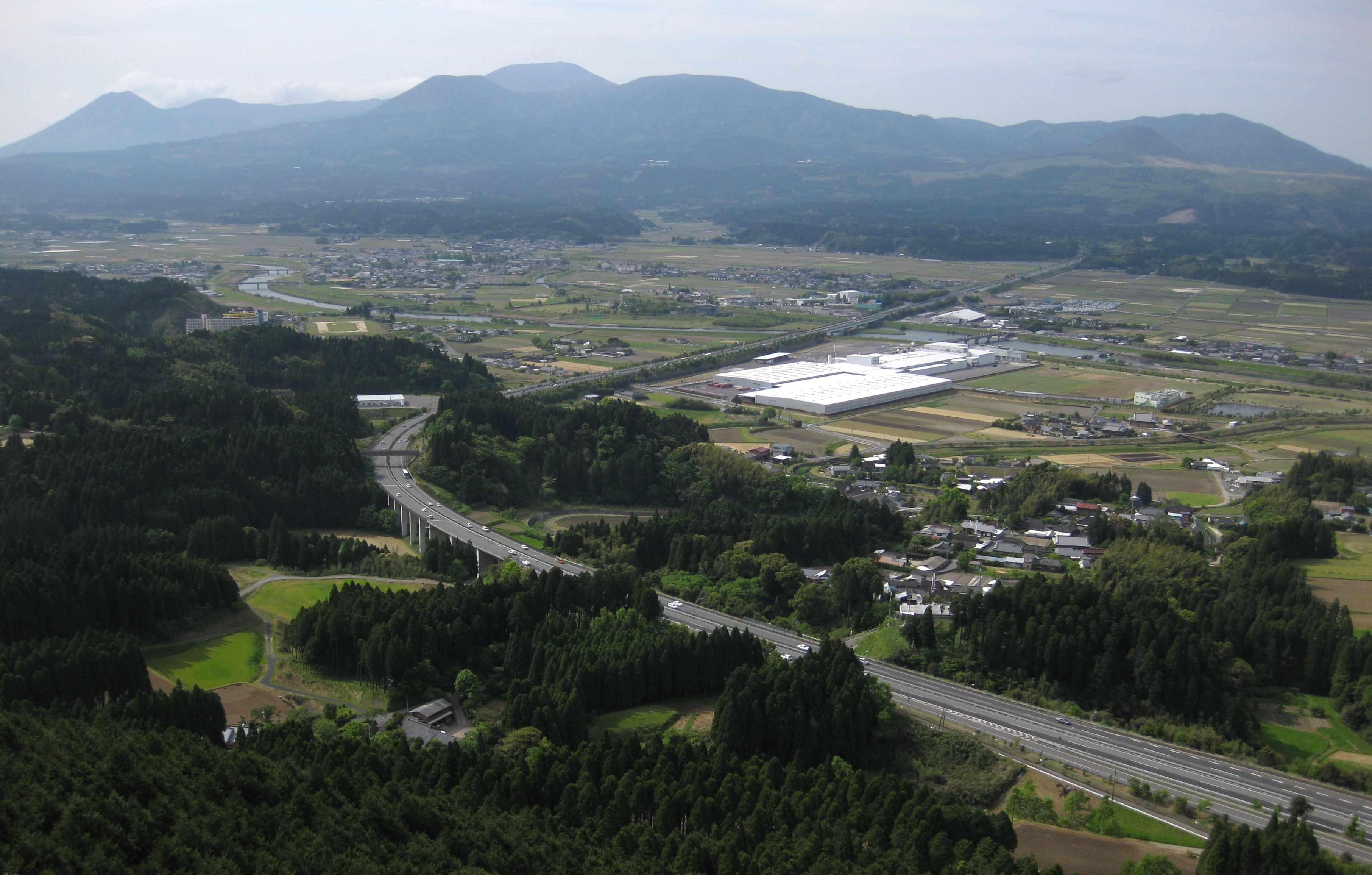
蝦野系統交流道 （宮崎縣蝦野市）
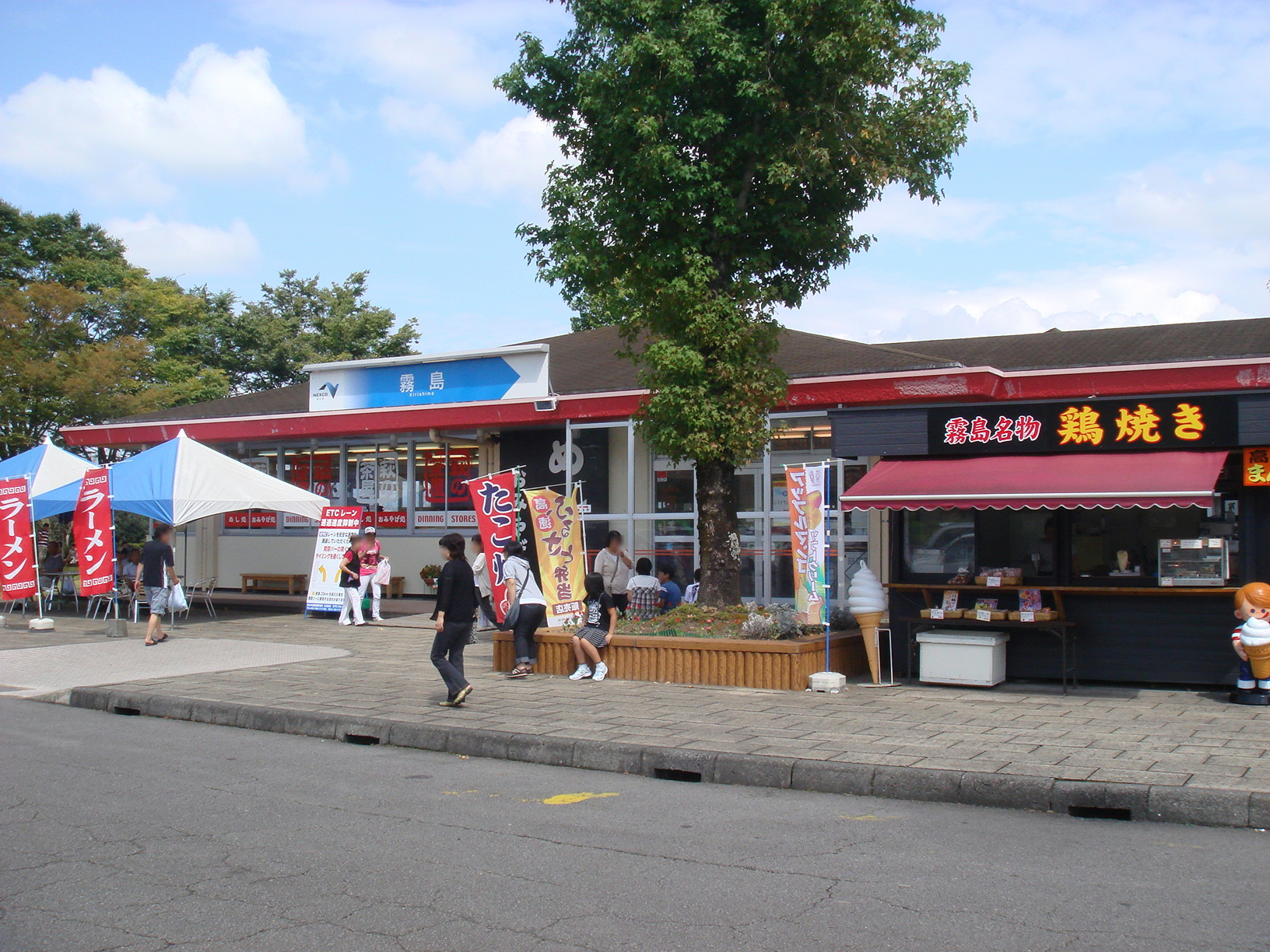
霧島服務區 （宮崎縣小林市）
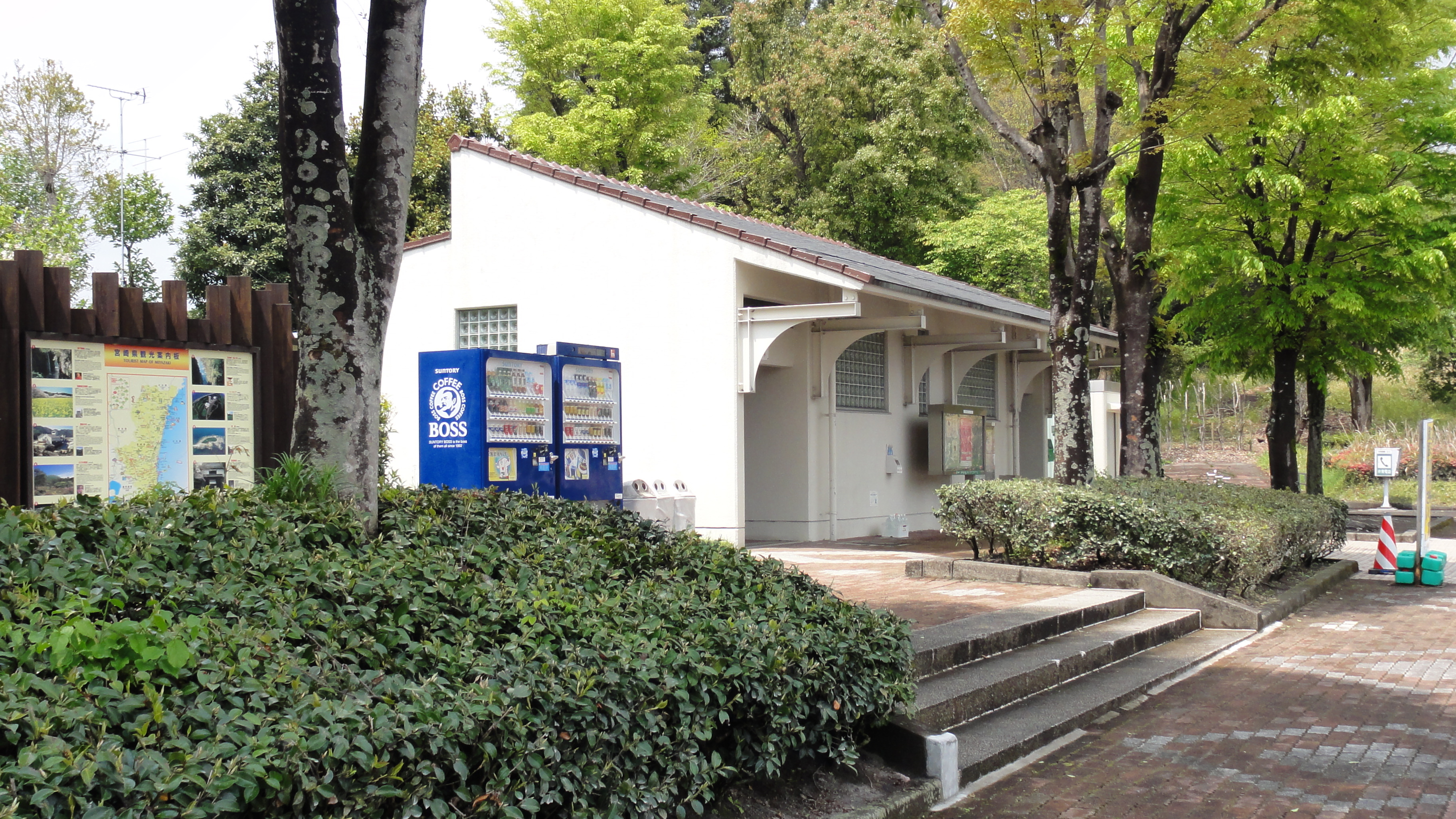
日向高崎停車區 （宮崎縣都城市）
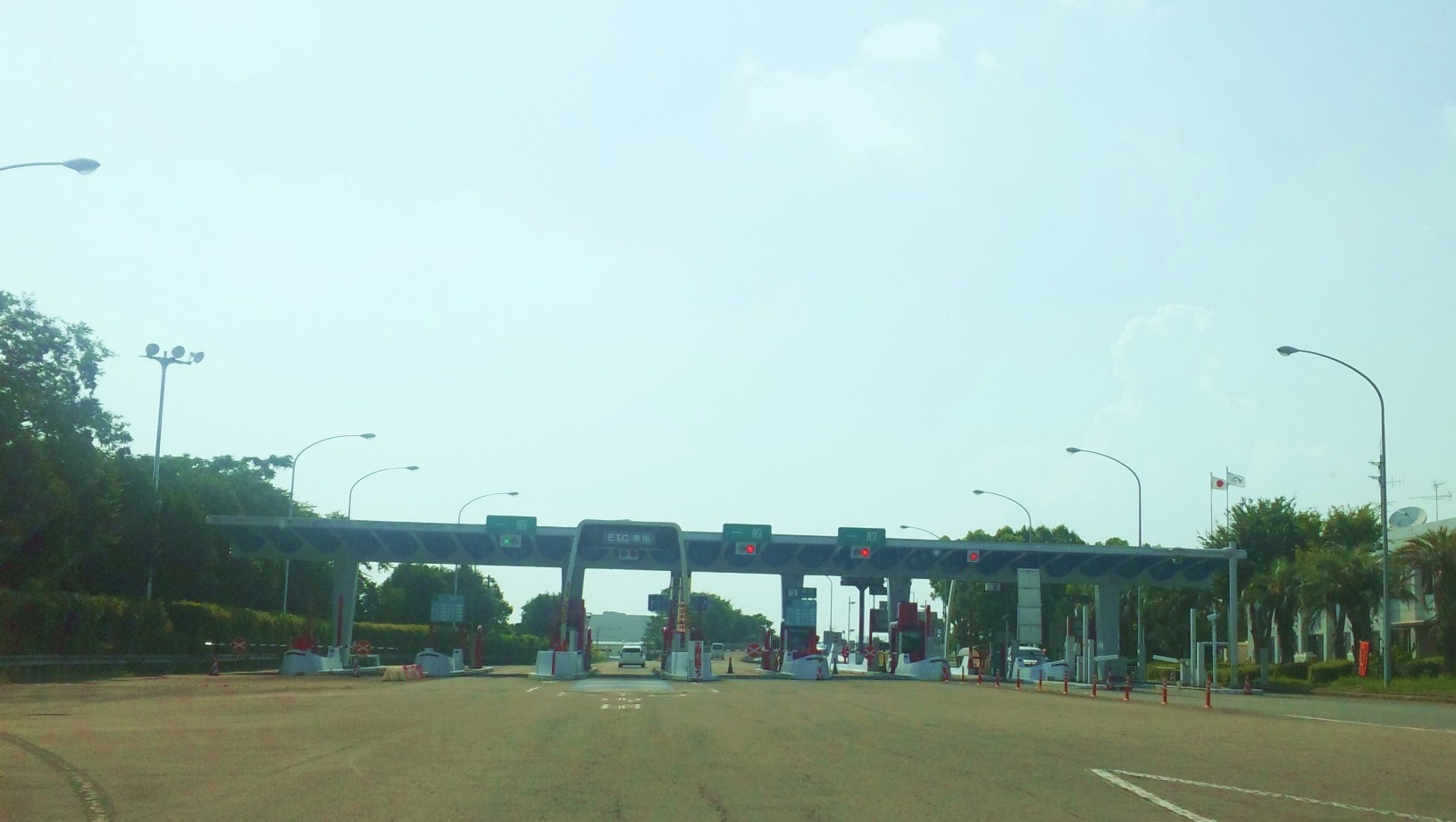
都城交流道收費站 （宮崎縣都城市）
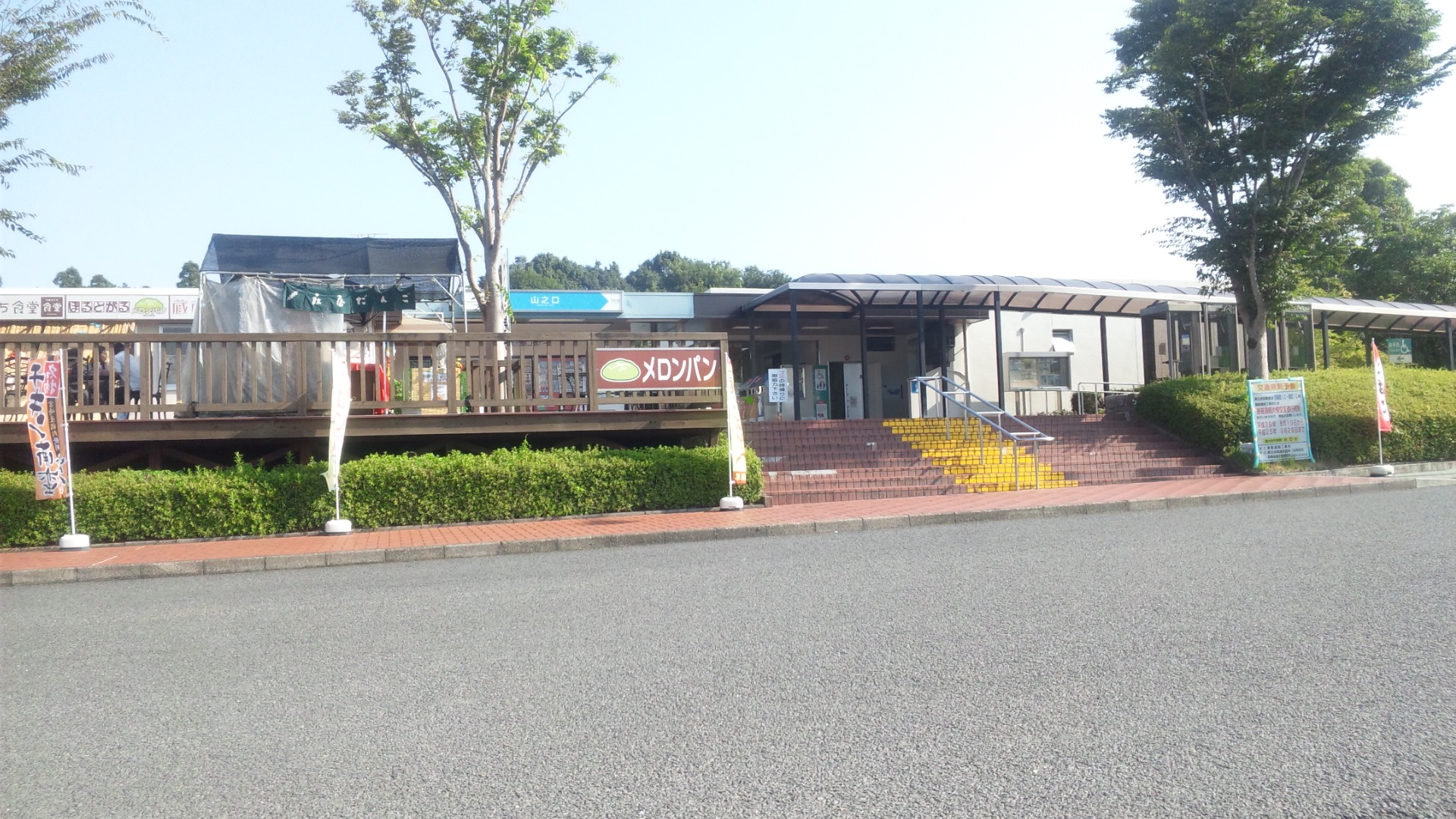
山之口服務區 （宮崎縣都城市）
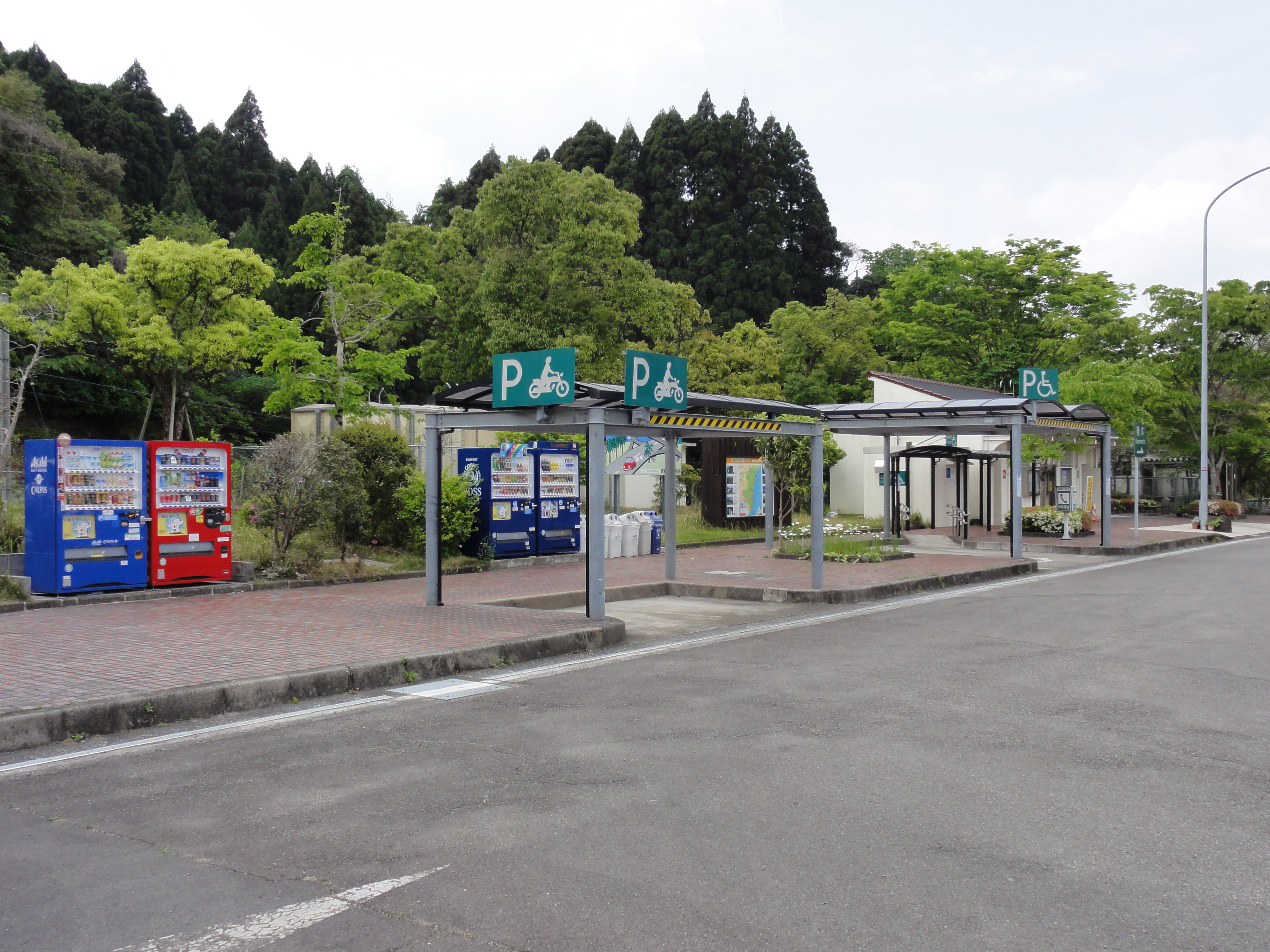
清武停車區 （宮崎縣宮崎市）

## 相關項目
- 九州地方道路列表
- 日本高速公路列表

## 外部連結
- 獨立行政法人 日本高速公路保有、債務返還機構（页面存档备份，存于）
- 西日本高速道路株式會社（页面存档备份，存于）

Template:宮崎自動車道